# Adventina Matakyawa
Adventina Matakyawa (ur. ?) – tanzańska lekkoatletka, skoczkini wzwyż.

## Rekordy życiowe
- Skok wzwyż – 1,70 (1980)[1] rekord Tanzanii[2]